# Anders Aplin
Anders Aplin (21 de juny de 1991) és un futbolista singapurès.

## Selecció del Singapur
Va debutar amb la selecció del Singapur el 2018. Va disputar 2 partits amb la selecció del Singapur.

## Estadístiques
| Selecció del Singapur | Selecció del Singapur | Selecció del Singapur |
| Anys                  | Partits               | Gols                  |
| --------------------- | --------------------- | --------------------- |
| 2018                  | 2                     | 0                     |
| Total                 | 2                     | 0                     |